# 마롱 글라세

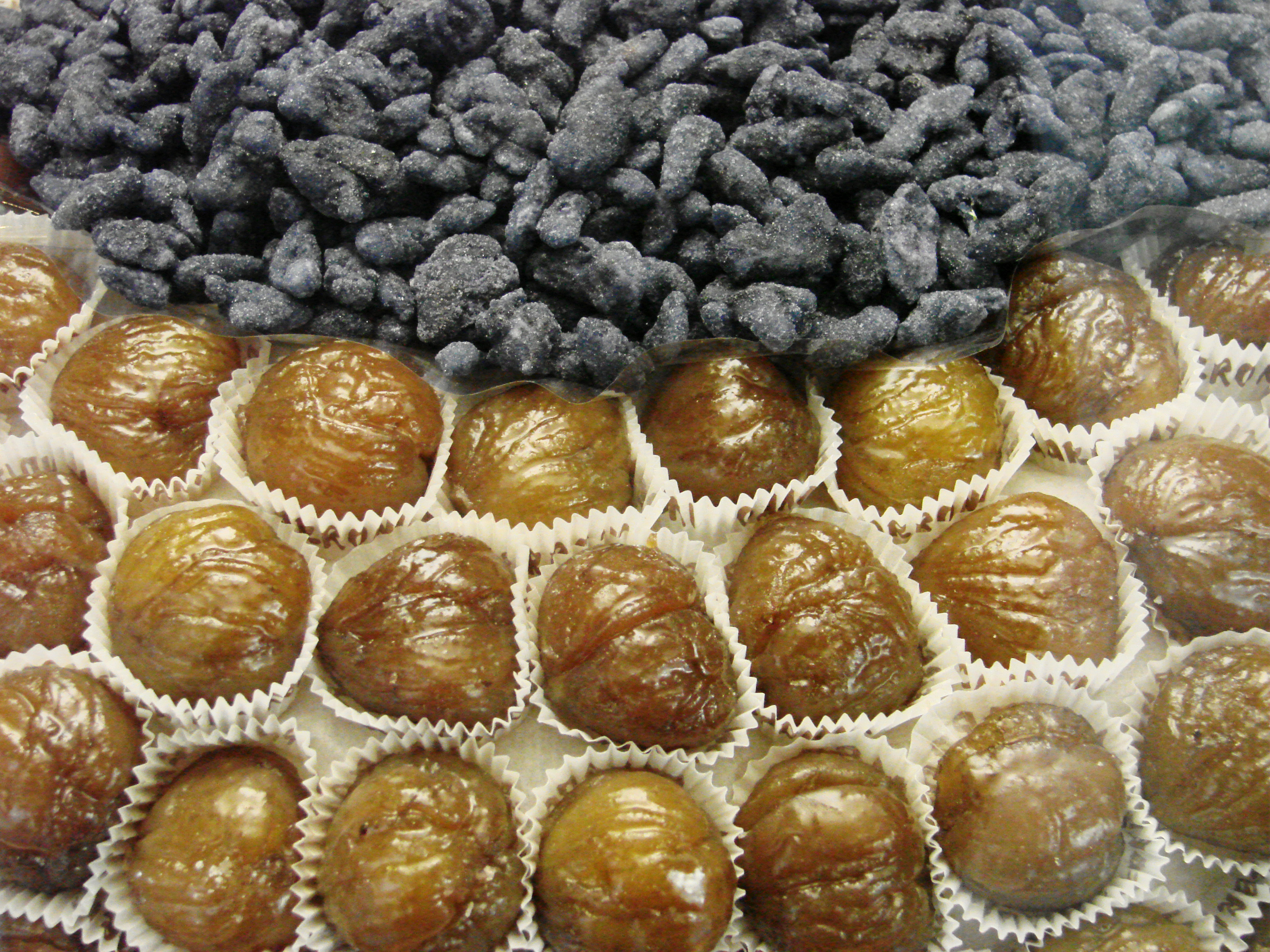

마롱 글라세(marron glacé)는 이탈리아 북부와 프랑스 남부의 과자로, 밤나무 글라세를 설탕 시럽에 담가 만든다.
튀르키예의 부르사 에는 케스타네 셰케리 (kestane şekeri) 라는 유사한 음식이 존재한다.